# Johannes Schultingh
Johannes Schultingh (ook Schultingius genoemd) (Zwolle, 1630 - Nijmegen, september 1666) was een Nederlands geschiedkundige en hoogleraar.
Schulting studeerde aan de universiteit Groningen en werd in 1655 aangesteld als hoogleraar filosofie en geschiedenis aan de Oude Universiteit Duisburg. In 1665 ging hij dezelfde functie uitoefenen aan de Kwartierlijke Academie van Nijmegen. In 1666 stierf hij tijdens een pestepidemie. Zijn belangrijkste werk is Annotationes in auctorem dialogi de causis corruptae eloquentiae vindt men in de editio Hackiana van Quinctilianus (1665). Zijn zoon Antonius werd hoogleraar in de rechtsgeleerdheid aan de Universiteit Leiden.
- Biblioteca Nacional de España: XX6177124
- Bibliothèque nationale de France: cb14462892t (data)
- Biografisch Portaal: 25063947
- Digitale Bibliotheek voor de Nederlandse Letteren: schu098
- Gemeinsame Normdatei: 138210330
- International Standard Name Identifier: 0000 0000 7885 3004
- Nationale Bibliotheek van Tsjechië: mzk2007395136
- Nederlandse Thesaurus van Auteursnamen: 123767237
- Système universitaire de documentation: 12417194X
- Virtual International Authority File: 88260620